# Saint-Jean-Brévelay
Saint-Jean-Brévelay (en bretó Sant-Yann-Brevele) és un municipi francès, situat a la regió de Bretanya, al departament d'Ar Mor-Bihan. L'any 2006 tenia 2.683 habitants.

## Demografia
| 1962                                       | 1968  | 1975  | 1982  | 1990  | 1999  |
| ------------------------------------------ | ----- | ----- | ----- | ----- | ----- |
| 1.784                                      | 1.873 | 2.132 | 2.287 | 2.354 | 2.368 |
| Des de 1962: població sense dobles comptes |       |       |       |       |       |

## Administració
| Període   | Identitat     | Partit |
| --------- | ------------- | ------ |
| 2001-2008 | Rémi Adelis   |        |
| 2008-     | Guénaël Robin |        |